# Lorenzo de Villavicencio
Lorenzo de Villavicencio (Jerez de la Frontera ca. 1518 - Spanje 1583) was een Spaanse augustijn en koninklijk adviseur in de Nederlanden.

## Levensloop
Lorenzo de Villavicencio behoorde tot een familie van lage adel. In 1539 trad hij in zijn geboortestad bij de augustijnen in, vervolgens vertrok hij naar Salamanca en studeerde er theologie en filosofie. In 1551 trok hij naar de Leuvense universiteit en promoveerde er tot doctor in de theologie.
Tussen 1558 en 1560 verbleef hij in het Duitse Rijk, waar hij belast werd met het verbeteren van de tucht in de kloosters van zijn orde, waartoe ooit Maarten Luther had behoord. In 1560 bevond hij zich weer in de Nederlanden, meer bepaald in Brugge, waar hij de kloostergemeenschap van de augustijnen vervoegde en als kapelaan van de Spaanse kooplieden van de handelsstad fungeerde. Hij vervulde deze taak tot in 1566, jaar van zijn terugkeer naar Spanje.
In de periode 1558 tot 1566 onderhield de Villavicencio een drukke correspondentie met het Spaanse hof, en in het bijzonder met Filips II, waarin hij zijn mening gaf over Nederlandse zaken. Vanuit zijn orthodoxe katholicisme probeerde hij tot de kleinste aanwijzingen van heterodoxie bloot te leggen. De drukste periode van zijn correspondentie liep vanaf 1563 tot zijn vertrek, vlak voor de Beeldenstorm, in augustus 1566. Veel van zijn kritiek had als mikpunt de voorzitter van de Raad van State en de Geheime Raad, de Fries Viglius van Aytta, die naar zijn mening te toegeeflijk tegen ketters optrad. Vanaf 1565 concentreerde Villavicencio zijn kritiek op de Nederlandse adel, die volgens hem niet te vertrouwen was. In 1564-1566 werkte hij nauw samen met de betaalmeester van de Spaanse garnizoenen in Antwerpen, Alonso del Canto, die als taak had Spaanse ketters op te sporen en ze naar Spanje terug te sturen. De positie van de monnik werd nadien moeilijk houdbaar, toen zijn activiteiten als informant bekend werden. Hij verhuisde weer naar Spanje en bleef er de koning, die hem ook de titel van hofpredikant toekende, schriftelijk adviseren over de Nederlandse zaken tot in 1579.

## Beoordeling
Villavicencio speelde een niet te onderschatten rol aan de vooravond van de Opstand in de Nederlanden. Niet alleen onderhield hij een drukke correspondentie die door Filips II aandachtig werd gelezen, maar als hij naar zijn vaderland terugreisde had hij ook lange gesprekken met de vorst.
De vraag is gesteld in hoeverre Villavicencio de besluiten van Filips II over de Nederlanden heeft beïnvloed. Het is tijdens zijn verblijf in Spanje in 1565 dat Filips de bekende brieven uit het Bos van Segovia stuurde, waarbij hij aan de politiek in de Nederlanden een harde en weinig toegeeflijke koers gaf. De kapelaan beweerde zelf dat hij de geestelijke vader van deze besluiten was en ook de inspiratie had geleverd tot de oprichting van de Raad van Beroerten. Was zijn invloed determinerend? Hij werd alvast aandachtig beluisterd. Villavicencio heeft ook een belangrijke rol gespeeld bij de negatieve beeldvorming van de Nederlandse adel aan het Spaanse hof, door die Nederlandse elite als de hoofdverantwoordelijke van de beroering aan te duiden.
Nochtans zijn er ook gegevens die aanduiden dat Villavicencio inspanningen deed om matigend advies te geven. Zo schreef hij in 1567 aan de koning: "De problemen kunnen niet met de wapens worden opgelost. Het helpt niet geweld te gebruiken tegen de Nederlanders, want dat zal ze alleen maar verenigen tegen Spanje. (...) Zelfs als ze een van de onzen doden en wij beantwoorden dit door tien van hen te doden, uiteindelijk zullen ze ons de baas blijven. Hoe dan ook kunnen Spanjaarden die gewesten niet besturen, want ze beheersen de taal niet en begrijpen niets van de wetten en gewoonten aldaar." De koning gaf de voorkeur aan de radicale oplossingen voorgestaan door de hertog van Alva.

## Publicaties
- De recte formando theologiae studio, Antwerpen, 1565.
- Tabulae compendiosae in Evangelia et epistolas (...), Venetië, 1565.